# Julius Huth (Maler)
Heinrich Julius Wilhelm Huth (* 27. Juni 1838 in Woistenthin, Kreis Cammin, Pommern; † 23. Juli 1892 in Schöneberg bei Berlin) war ein deutscher Marinemaler.

## Leben

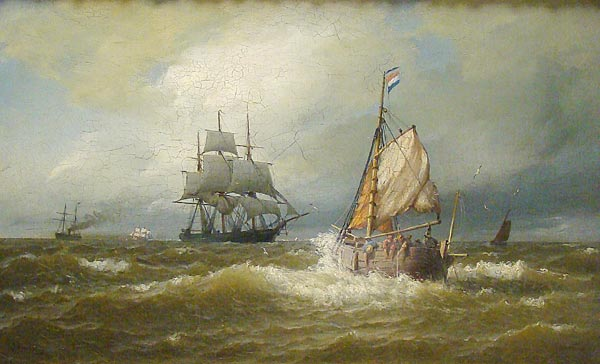
Segel- und Fischerboote auf bewegter See in der Dämmerung

Der in Pommern geborene Julius Huth fuhr zunächst zur See und brachte es bis zum Schiffskapitän. Erst später wandte er sich der Malerei zu und schuf vor allem Ölgemälde und Aquarelle mit Motiven aus der Seefahrt. Von 1874 bis zu seinem Tod stellte er häufig in der Berliner Akademie aus. Unter anderem bei der 54. Ausstellung der Königlichen Akademie der Künste im Jahr 1880 die Bilder Cap Wrath, das das Cape Wrath an der Nordwestküste Schottlands zeigt und die Fischer von Norderney in der Nordsee. Am 1. Oktober des Jahres zog er von der Potsdamerstrasse Nr. 43 in die Kurfürstenstrasse Nr. 108 um. Im Jahr 1891 war das Gemälde Lootsenschoner in der Elbemündung bei Gewittersturm auf der Jubiläumsausstellung des Vereins der Berliner Künstler.
Er war verheiratet mit Ida geborener Kornitzki (1843–1888) aus Flaake, Kreis Cammin.